# Delta Force: Black Hawk Down
Delta Force: Black Hawk Down — комп'ютерна гра жанру тактичний шутер від першої особи, розроблений компанією NovaLogic. Шоста гра серії Delta Force. Реліз гри на ПК відбувся 23 березня 2003 року. Друга, після Delta Force: Task Force Dagger, гра в серії, що заснована на реальному конфлікті.
Назва гри відсилає до однойменної книги та знятого на її основі фільму.
Як й інші свої продукти, Novalogic розповсюджували гру в Америці самостійно. В Україні гра видавалася компанією 1С російською мовою під назвою «Delta Force: Операция Черный Ястреб». Сьогодні розповсюдженням гри займаються THQ Nordic, котрі нещодавно придбали франшизу. Delta Force: Black Hawk Down можна купити у Steam та GOG.

## Сюжет
Гравцеві пропонується узяти на себе роль бійця Оперативної групи Рейнджерів та 1-го загону сил спеціальних операцій «Дельта» у складі миротворчих сил ООН, що намагаються зупинити багаторічну криваву громадянську війну у Сомалі. Напротязі 16 місій перед гравцем будуть ставитися різноманітні завдання: захист гуманітарних конвоїв, знищення складів зброї, пошук розвідувальних даних, нейтралізація ватажків збройних формувань, тощо. Більшість подій гри відбувається напротязі 1993 року під час операції «Відродження Надії», а місія з ліквідації лідера бойовиків Мохамеда Фарах Айдіда — у 1996 році.

## Геймплей
На відміну від попередніх ігор серії, локації у Black Hawk Down сильно зменшені та у цілому закриті, а місії більш заскриптовані. Також уперше в серії свобода пересування гравця штучно обмежена скриптами — з'явилась досить вузька зона виконання завдання, вихід з котрої призводить або до смерті, або до поразки, що дуже сильно обмежує як тактичну частину гри, так і варіативність її проходження, адже тепер будь-яка атака на ворожу базу можлива лише у лоба. З одного боку, така зміна концепції дозволила приділити більше уваги сюжетній частині, збільшити концентрацію екшену та дати гравцям нові враження, з іншого — Delta Force втратила майже всю свою унікальність та перетворилася на звичайний коридорний шутер.

## Рушій
Гра розроблена на новому рушії, що отримав назву Black Hawk Engine. На відміну від Voxel Space, різні версії котрого використовувалися у попередніх іграх компанії, Black Hawk Engine використовує більш звичну полігональну, а не воксельну графіку.
Цікаво, що при портуванні на консолі гра також переносилася на інші рушії. Так порт на Playstation 2 використовує рушій Asura, а порт на Xbox — Sudeki Engine.

## Реакція преси та гравців
Оригінальна ПК-версія гри отримала у цілому позитивні відгуки як від ігрових журналістів, так і від гравців. На агрегаторі Metacritic Delta Force: Black Hawk Down має середній бал 77 з 100 від преси на базі 26 рецензій та 7.7 з 10 від звичайних користувачів.
У Steam гра має 92 % позитивних рецензій від гравців.
Порт на PS2, реліз котрого відбувся 26 липня 2005 року, більш ніж за два роки після виходу гри на ПК, отримав змішані відгуки від преси. PS2-версія має середній бал 58 з 100 на Metacritic на базі 25 рецензій. Здебільшого версію для Playstation 2 розкритикували за моральну застарілість геймплею та графіки. Схожий рейтинг отримав порт на Xbox, що вийшов одночасно з портом на PS2. Версія для консолі Microsoft має середній бал 61 з 100 на Metacritic на базі 37 рецензій. Також як і версію для Playstation 2, порт на Xbox розкритикували за моральну застарілість. Слід розуміти, що реліз гри на Xbox та Playstation 2 відбувся за декілька місяців до виходу Xbox 360 — першої консолі сьомого покоління, а тому на фоні некст-ген ігор, порти Black Hawk Down для минулого покоління консолей виглядали дійсно дещо примітивними, особливо у графічному плані.
Українське видання Мій Комп'ютер Ігровий у випуску № 76 від 12.05.2003 опублікувало схвальну рецензію. Автор статті похвалив Delta Force: Black Hawk Down за велику кількість геймплейнихх нововведень, високу динаміку, гарну графіку та мультиплеєр з великою кількістю різних режимів. В той самий час, у рецензії зазначено, що геймплей у цілому став більш аркадним, що може не сподобатися деяким фанатам попередніх частин.